# ملیسا باررا
ملیسا باررا مارتینِس (انگلیسی: Melissa Barrera Martínez؛ ‏ ۴ ژوئیهٔ ۱۹۹۰) بازیگر سینما و تلویزیون، و خواننده اهل مکزیک است. وی از سال ۲۰۱۱ میلادی تاکنون مشغول فعالیت بوده‌است. از فیلم‌ها یا برنامه‌های تلویزیونی که وی در آن نقش داشته‌است، می‌توان به کارمن، ویدا (۲۰۱۸–۲۰۲۰)، در هایتس (۲۰۲۱)، جیغ (۲۰۲۲) و جیغ ۶ (۲۰۲۳)  اشاره کرد.